# Jean-Louis Lemoyne
Jean-Louis Lemoyne (Parigi, 1665 – Parigi, 31 maggio 1755) è stato uno scultore francese.

## Biografia

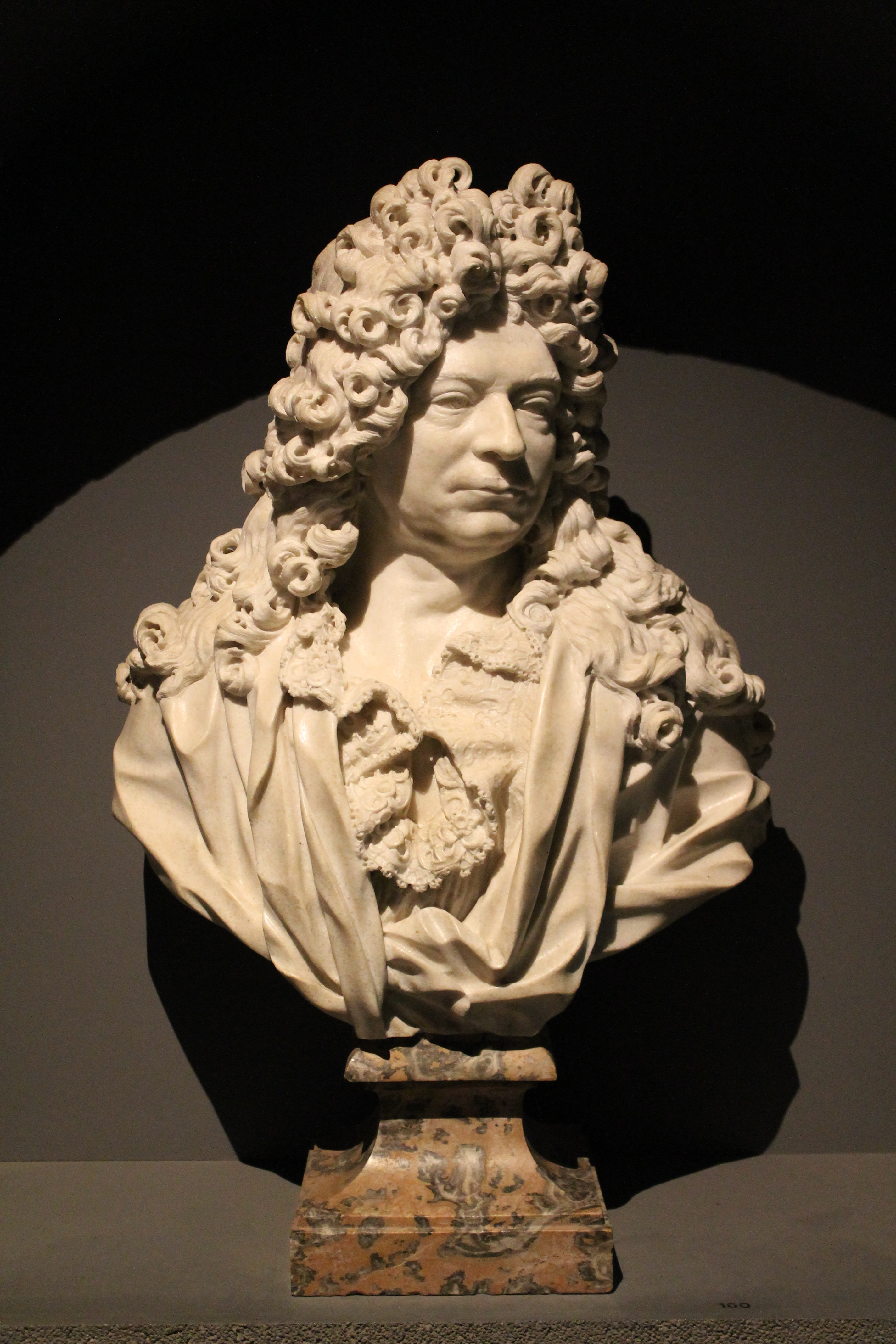
Busto di Pierre Michel Duplessy, 1694, Museo d'Aquitania

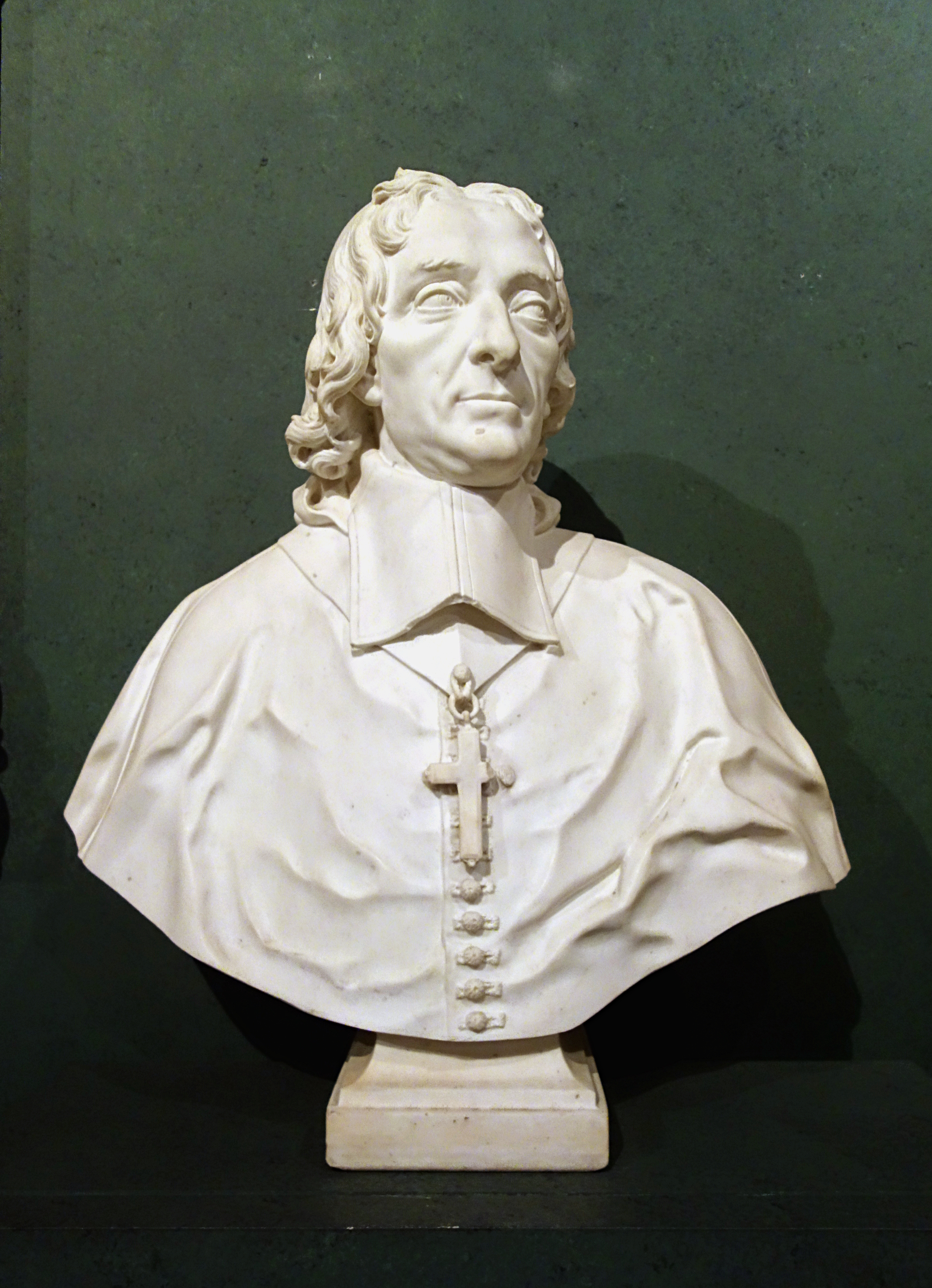
Busto di Monseigneur François de la Mothe Fénelon, 1724, Museo di Cambrai

### Nascita e famiglia
Jean-Louis Lemoyne apparteneva ad una famiglia di artisti francesi: era figlio di un pittore e nipote di uno scultore che aveva lavorato alla facciata del Louvre; suo fratello Jean-Baptiste I (1679-1731) fu uno scultore di figure e sculture in un raffinato stile classicheggiante ispirato ad Antoine Coysevox, membro dell'Accademia nel 1715 e noto per il Battesimo di Cristo nella chiesa di San Rocco parigina; Jean-Baptiste II, figlio di Jean-Louis, accolto nell'Accademia nel 1728, diventò scultore ufficiale di Luigi XV di Francia, lavorò moltissimo a Versailles ed è rinomato soprattutto per la vivacità dei suoi ritratti, caratterizzati da una penetrante ed intensa ricerca individuale, tra i quali Voltaire, Fontenelle, Diderot, Gabriel, Crébillon; ebbe come allievi Étienne Maurice Falconet, Jean-Antoine Houdon e Jean-Baptiste Pigalle.

### Formazione, accademia e stile
Jean-Louis Lemoyne fu allievo di Antoine Coysevox, in un ambiente come quello di Versailles intriso di ammirazione per i classici grazie alle opere del pittore e decoratore Charles Le Brun; vinse il Prix de Rome nel 1687 con un bassorilievo del Flood (Diluvio), anche se non soggiornò mai in Italia; entrò invece nell'Ecole Académique di Bordeaux, presentando un ritratto di Luigi XIV (1692) e in seguito ultimò il busto di Michel Du Plessis (marmo, 1694, Bordeaux, Musée d'Aquitaine), uno dei principali architetti della città.
Nel 1697 rientrò a Parigi e fu accolto all'Académie royale de peinture et de sculpture nel 1703, in occasione dell'esposizione del busto a grandezza naturale di Jules Hardouin-Mansart, completamente nello spirito del grand goût, che mise in risalto la individualità e la nobiltà del personaggio, con i dettagli della parrucca, dei ricami e del pizzo resi con virtuosismo e solennità.
Altra opera significativa risultò il busto di Largillière (1737), caratterizzato dai gesti e dagli atteggiamenti grandiosi.
Fu contemporaneo e amico dello scultore barocco Robert Le Lorrain, ricevette molte commissioni ufficiali a Parigi e per le residenze reali ed è ricordato soprattutto per i busti di ritratto ispirati dal raffinato stile classicistico-barocco del maestro Coysevox, comprendente anche molti elementi rococò, evidenziati soprattutto nei ritratti femminili, come Femme innocue, in marmo (collezione Conte Pillet, Parigi), contraddistinti da una sottolineatura della grazia, della dignità, della bellezza delle vesti e della raffinatezza della pettinatura.

### Cecità e ultimi anni
Nonostante abbia vissuto novant'anni, Jean-Louis non ebbe una carriera altrettanto lunga, a causa della cecità che lentamente si aggravò sempre più con il passare degli anni; difatti, già nel 1728, chiese a suo figlio Jean-Baptiste di rimanere a Parigi per assisterlo e aiutarlo.

## Opere
- Busto di Jules Hardouin-Mansart, 1703, marmo, Parigi, Museo del Louvre;
- Saint Simon, 1707, statua, Versailles, reggia di Versailles e Grand Trianon, balaustra della cappella reale;
- Saint Thaddée ou Jude, 1707, statua, Versailles, reggia di Versailles, balaustra della cappella reale;
- Busto di Filippo I di Borbone-Orléans, 1715, busto, marmo, Versailles, reggia di Versailles e Grand Trianon;
- Busto di Filippo I di Borbone-Orléans, 1720, busto, bronzo, Edimburgo, National Gallery of Scotland;
- Busto di Pierre Michel, signor Duplessy, 1694, busto, marmo, Bordeaux, Museo delle belle arti;
- La Crainte des traits de l'Amour, 1739-1740, statua, marmo, New York, Metropolitan Museum of Art;
- Un compagnon de Diane, 1724, statua, marmo, Washington, National Gallery of Art;
- Urne de jardin, 1727-1728, marmo, New York, The Frick Collection.